# Zardoz 'Security-Digest'
Zardoz 'Security Digest', conocida en el mundo de la seguridad informática como Zardoz, fue una famosa lista de correo semiprivada que revelaba debilidades de sistemas informáticos (vulnerabilidades y formas de explotarlas). Fue administrada por Neil Gorsuch y se mantuvo activa desde el 23 de enero de 1989 hasta el 21 de noviembre de 1991.
La alta calidad de los que cooperaban en la lista y debido a que se trataban los problemas de seguridad de los principales sistemas que se usaban en la época, hicieron que se convirtiera en la más importante fuente de conocimiento sobre las debilidades existes en el momento.
Debido a su contenido (vulnerabilidades de sistemas informáticos los cuales podían aprovecharse para vulnerar la seguridad de los sistemas) y la restrictiva política de acceso a su contenido, tener acceso a la información de la lista era un objetivo típico de los hackers de la época.

## Política de acceso
La lista era una publicación semiprivada. Era un club de difícil acceso. Para acceder a la lista había que someterse a examen por parte de un grupo restringido de cooperantes que ya estaban en la lista. A partir de ese examen decidían si un aspirante podía entrar en la lista o no.
La petición de menos restricciones para entrar en la lista era un tema de controversia. Estas restricciones eran justificadas en pos de la preservación de la información (potencialmente peligrosa para los sistemas del momento) frente a la posible filtración y divulgación masiva a los hackers.